# Борго Лоти (Рим)
Борго Лоти је насеље у Италији у округу Рим, региону Лацио.
Према процени из 2011. у насељу је живело 1039 становника. Насеље се налази на надморској висини од 109 м.